# Four Policemen

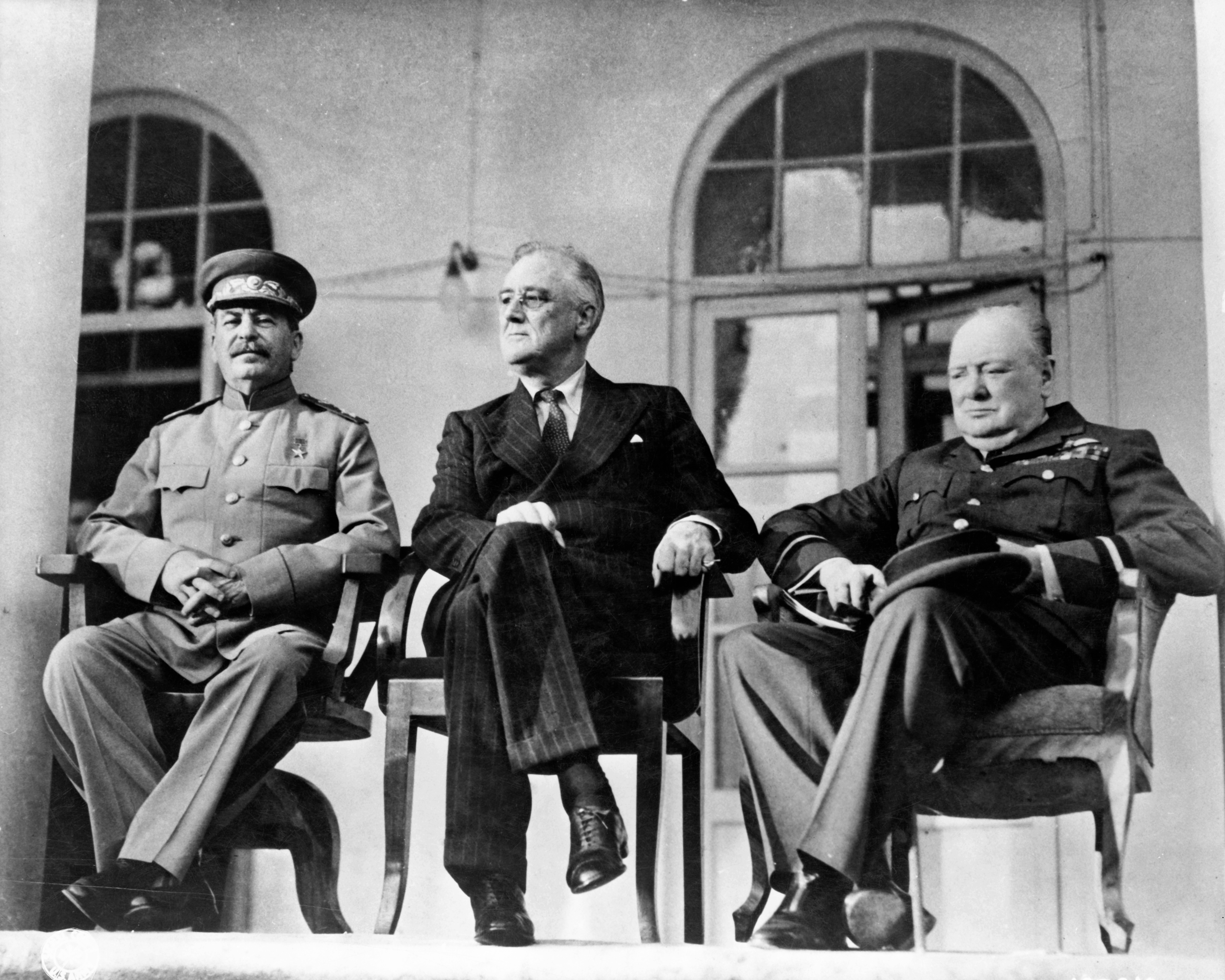
De geallieerde leiders op het Europese toneel: Jozef Stalin, Franklin D. Roosevelt en Winston Churchill ontmoetten elkaar in 1943 tijdens de Conferentie van Teheran.

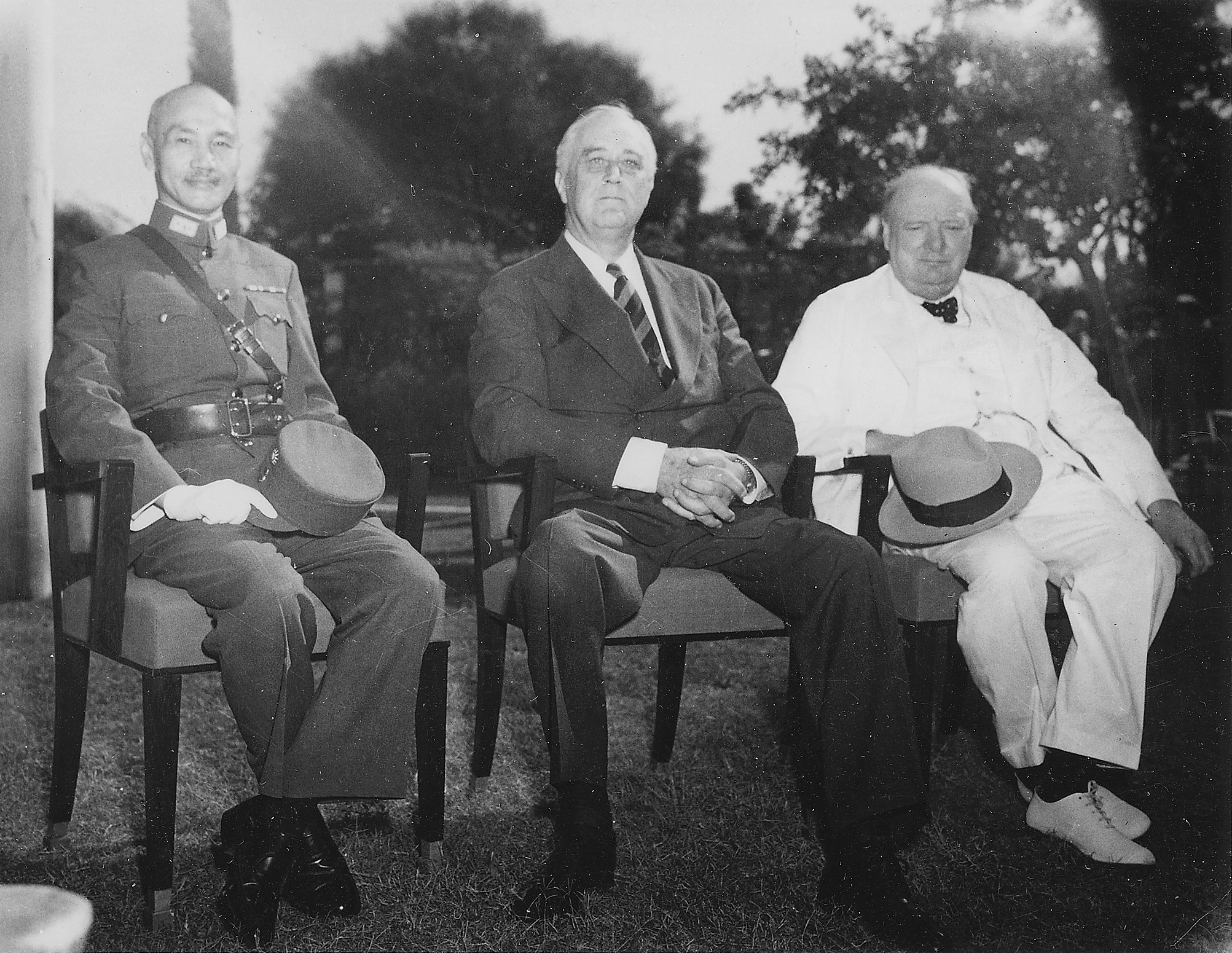
Chiang Kai-shek, Franklin D. Roosevelt en Winston Churchill ontmoetten elkaar in 1943 op de Conferentie van Caïro.

De term Four Policemen verwijst naar de naoorlogse raad van de Grote Vier die door de Amerikaanse president Franklin D. Roosevelt was voorgesteld als een garantie voor wereldvrede. De leden van de Grote Vier, tijdens de Tweede Wereldoorlog de Vier Grootmachten genoemd, waren de vier belangrijkste geallieerden van de Tweede Wereldoorlog: het Verenigd Koninkrijk, de Verenigde Staten, de Sovjet-Unie en China. De Verenigde Naties zoals Roosevelt die voor ogen had, bestond uit drie machten: een uitvoerende macht bestaande uit de Grote Vier, een handhavende macht bestaande uit dezelfde vier grootmachten die als de Four Policemen of Vier Sheriffs zouden optreden en een internationale vergadering die de lidstaten van de VN vertegenwoordigen.
De Four Policemen zouden verantwoordelijk zijn voor de ordehandhaving binnen hun invloedssferen: Groot-Brittannië in het Britse Rijk en in West-Europa; de Sovjet-Unie in Oost-Europa en centraal Eurazië; China in Oost-Azië en de westelijke regio in de Stille Oceaan en de Verenigde Staten op het westelijk halfrond. Landen, behalve de Four Policemen, moesten worden ontwapend als een preventieve maatregel tegen nieuwe oorlogen. Alleen de Four Policemen mochten wapens bezitten die krachtiger waren dan een geweer.
Als compromis met internationale critici werden de Grote Vier de permanente leden van de Veiligheidsraad van de Verenigde Naties met aanmerkelijk minder macht dan was voorzien in het voorstel over de Four Policemen. Toen de Verenigde Naties eind 1945 officieel werden opgericht, werd Frankrijk op aandringen van Churchill toegevoegd als vijfde lid van de toenmalige raad.

## Geschiedenis

### Achtergrond
Tijdens de Tweede Wereldoorlog begon president Roosevelt met het maken van naoorlogse plannen voor de oprichting van een nieuwe en stabielere internationale organisatie die de vroegere Volkenbond zou vervangen. Voorafgaand aan de oorlog was Roosevelt aanvankelijk een voorstander van de Volkenbond, maar hij verloor het vertrouwen in de bond omdat die het uitbreken van de Tweede Wereldoorlog niet had weten te voorkomen. Roosevelt wilde een internationale organisatie oprichten die wereldvrede zou veiligstellen door gezamenlijke pogingen daartoe van de grootmachten in de wereld in plaats van door de ideeën van president Woodrow Wilson over internationale consensus en samenwerking die als leidraad dienden voor de Volkenbond. In 1935 vertelde hij zijn adviseur buitenlandbeleid Sumner Welles: “De Volkenbond is niets minder geworden dan een debatclub en nog een slechte ook!”
Roosevelt had kritiek op de Volkenbond omdat deze de belangen van te veel landen vertegenwoordigde. De president zei tegen de minister van Buitenlandse Zaken van de Sovjet-Unie Vyacheslav Molotov dat “hij een andere Volkenbond met honderd verschillende ondertekenaars niet voor zich kon zien, er waren gewoonweg te veel landen om tevreden te houden, dus was het een mislukking en zou het een mislukking zijn.” Het voorstel van Roosevelt in 1941 was om een nieuw internationaal orgaan te creëren dat werd geleid door een “beheerderschap” van grootmachten dat toezicht zou houden op de kleinere landen. In september 1941 schreef hij:

In de huidige complete chaos in de wereld is het nu niet raadzaam om opnieuw een Volkenbond samen te stellen die, vanwege zijn omvang, zorgt voor een gebrek aan overeenstemming en inactiviteit... Er lijkt geen reden te zijn om het principe van beheerderschap in privézaken niet uit te breiden naar de internationale praktijk. Beheerderschap is gebaseerd op het beginsel van onbaatzuchtige dienstbaarheid. Er zijn veel minderjarige kinderen onder de wereldbevolking die, in ieder geval voor een bepaalde tijd, beheerders nodig hebben in hun relaties met andere landen en mensen net zoals er veel volwassen landen of mensen zijn die teruggeleid moeten worden naar een mentaliteit van goed gedrag.

Hoewel de Verenigde Staten formeel nog steeds een neutrale macht waren, was het Amerikaanse ministerie van Buitenlandse Zaken onder toezicht van Roosevelt begonnen met het ontwerpen van een naoorlogse opvolger van de Volkenbond. Roosevelt was terughoudend om zijn plannen voor de oprichting van een naoorlogs internationaal orgaan publiekelijk bekend te maken. Hij was zich bewust van het risico dat de Amerikaanse bevolking zijn voorstellen zou kunnen afwijzen en hij wilde de strijd van Woodrow Wilson om de Amerikaanse Senaat ervan te overtuigen het Amerikaanse lidmaatschap van de Volkenbond goed te keuren niet herhalen. Toen het Atlantisch Handvest in augustus 1941 werd vastgesteld, had Roosevelt ervoor gezorgd dat in het Handvest geen enkele Amerikaanse toezegging voor de naoorlogse oprichting van een nieuw internationaal orgaan was opgenomen. De aanval op Pearl Harbor in december 1941 veranderde het standpunt van Roosevelt. Hij wijzigde zijn voorstel voor een beheerderschap in een organisatie die zich concentreerde op de Four Policemen: de Verenigde Staten, China, de Sovjet-Unie en Groot-Brittannië.

### Plannen voor de Four Policemen

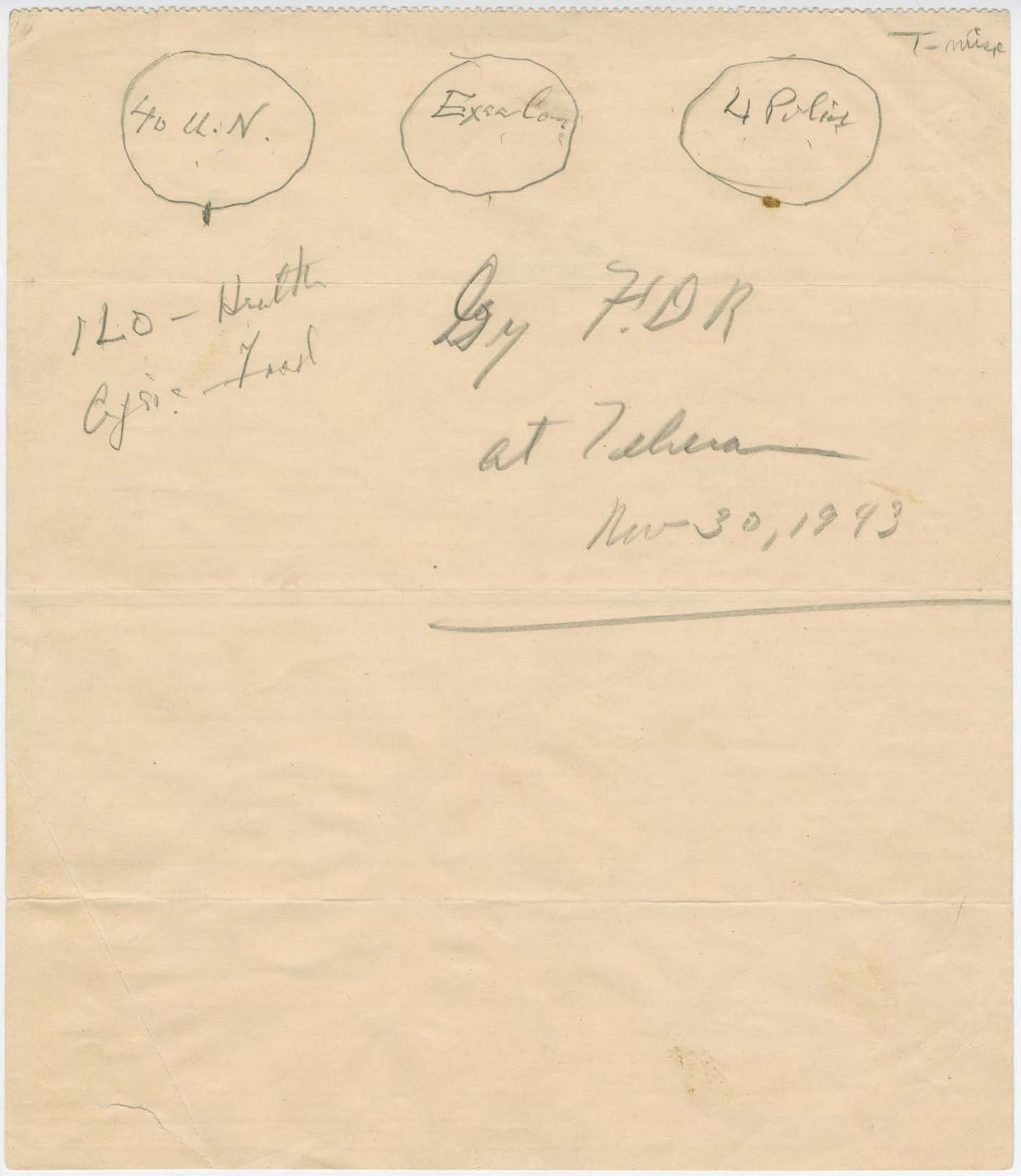
Schets van de drie originele machten van de Verenigde Naties door Franklin Roosevelt, 1943. De macht aan de rechterkant vertegenwoordigt de Four Policemen.

Het idee dat grootmachten “toezicht zouden moeten houden op” de wereld was door president Roosevelt al in augustus 1941 besproken tijdens zijn eerste ontmoeting met Winston Churchill. Roosevelt verwees begin 1942 voor het eerst naar de Four Policemen. Hij presenteerde zijn plannen voor na de oorlog aan Molotov die op 29 mei 1942 in Washington was gearriveerd om de mogelijkheid van het openen van een tweede front in Europa te bespreken. Roosevelt vertelde Molotov dat de Grote Vier zich na de oorlog moesten verenigen om toezicht op de wereld te houden en agressieve staten te ontwapenen. Toen Molotov naar de rol van andere landen vroeg, antwoordde Roosevelt dat hij vond dat te veel 'politieagenten' tot interne strijd zou kunnen leiden, maar dat hij openstond voor het idee om andere geallieerde landen toe te staan mee te doen. Een memo van de conferentie vat hun gesprek samen:

De president vertelde Molotov dat hij de gedwongen ontwapening van hun vijanden voor zich zag en, echt waar, van een aantal van hun vrienden na de oorlog. Hij dacht dat de Verenigde Staten, Engeland, Rusland en misschien China toezicht zouden moeten houden op de wereld en ontwapening zouden moeten afdwingen door middel van inspecties. De president zei dat hij zich voorstelde dat het Duitsland, Italië, Frankrijk, Tsjechoslowakije, Roemenië en andere landen niet zou worden toegestaan om een krijgsmacht te hebben. Hij stelde dat andere landen zich zouden kunnen aansluiten bij de eerste vier genoemde landen, nadat de ervaring had geleerd dat ze te vertrouwen waren.

Roosevelt en Molotov zetten hun discussie over de Four Policemen voort tijdens een tweede ontmoeting op 1 juni 1942. Molotov informeerde de president dat Stalin bereid was om de plannen van Roosevelt voor het bewaren van de naoorlogse vrede door middel van Four Policemen en gedwongen ontwapening te steunen. Roosevelt stelde ook de kwestie van naoorlogse dekolonisatie ter discussie. Hij stelde voor dat vroegere koloniën een transitieperiode zouden moeten ondergaan onder het bestuur van een internationaal beheerderschap voorafgaand aan hun onafhankelijkheid.
China werd lid van de Grote Vier en een toekomstig lid van de Four Policemen. Roosevelt was er voorstander van om China als grootmacht te erkennen, omdat hij er zeker van was dat de Chinezen de kant van de Amerikanen zouden kiezen tegen de Sovjets. Hij zei tegen de Britse minister van Buitenlandse Zaken Anthony Eden: “In elk serieus beleidsconflict met Rusland, zal China ongetwijfeld aan onze kant staan.” Omdat de Chinese Burgeroorlog toen nog niet was uitgebroken, bedoelde hij niet het Communistische China maar de Republiek China.
De president geloofde dat een pro-Amerikaans China nuttig zou zijn voor de Verenigde Staten als de Amerikanen, Sovjets en Chinezen het eens zouden zijn over een gezamenlijke bezetting van Japan en Korea na de oorlog. Toen Molotov zijn zorgen uitte over de stabiliteit van China antwoordde Roosevelt dat de gezamenlijke “bevolking van onze naties en vrienden uit meer dan een miljard mensen bestond.”
Churchill had er bezwaar tegen dat Roosevelt China bij de Grote Vier betrok, omdat hij vreesde dat de Amerikanen de Britse koloniale bezittingen in Azië probeerden te ondermijnen. In oktober 1942 vertelde Churchill aan Eden dat de Republiek China een “faggot vote (een gekochte stem) vertegenwoordigde aan de kant van de Verenigde Staten bij elke poging om het Britse overzeese rijk te liquideren.” Eden deelde deze mening met Churchill en hij betwijfelde of China, dat zich toen middenin een burgeroorlog bevond, ooit weer een stabiele natie zou kunnen worden. Roosevelt reageerde op de kritiek van Churchill door Eden te vertellen dat “China een erg nuttige macht in het Verre Oosten zou kunnen worden om toezicht op Japan te houden" en dat hij er volledig achterstond om China meer hulp te bieden.
Het voorstel van Roosevelt voor Four Policemen kon op kritiek rekenen van de liberale internationalisten die wilden dat de macht eerlijker onder de lidstaten van de VN werd verdeeld. Internationalisten vreesden dat de samenwerking tussen de Four Policemen tot een nieuwe Alliantie zoals in 1815 zou kunnen leiden.

### Oprichting van de Verenigde Naties
Op Nieuwjaardag 1942 tekenden de vertegenwoordigers van de geallieerde Grote Vier, de Verenigde Staten, het Verenigd Koninkrijk, de Sovjet-Unie en China, een korte verklaring die later bekend zou worden als de Verklaring van de Verenigde Naties. De dag daarop voegden de vertegenwoordigers van de tweeëntwintig andere naties hun handtekeningen daaraan toe. In april 1944 werd door het Amerikaanse ministerie van Buitenlandse Zaken een nieuw plan voor de Verenigde Naties opgesteld. Daarin werd de nadruk opnieuw gelegd op de solidariteit tussen grootmachten die de kern vormde van het voorstel van Roosevelt van de Four Policemen voor de Verenigde Naties. De leden van de Grote Vier zouden de permanente leden van de VN-Veiligheidsraad vormen. Elk van de vier permanente leden zou een vetorecht in de VN-Veiligheidsraad krijgen dat elke VN-resolutie die tegen de belangen van een van de Grote Vier ingaat, zou blokkeren. Het Amerikaanse ministerie van Buitenlandse Zaken had echter een compromis gesloten met de liberale internationalisten. Het lidmaatschap werd opengesteld voor alle natiestaten die tegen de asmogendheden vochten in plaats van voor een select aantal. In augustus 1944 werd de Conferentie van Dumbarton Oaks gehouden om te discussiëren over plannen voor de naoorlogse Verenigde Naties met delegaties uit de Verenigde Staten, het Verenigd Koninkrijk, de Sovjet-Unie en China. De Grote Vier waren de enige vier landen die de Conferentie van San Francisco in 1945 sponsorden en hun delegatiehoofden waren om beurten voorzitter van de plenaire vergaderingen. Tijdens deze conferentie tekenden de Grote Vier en hun bondgenoten het Handvest van de Verenigde Naties.